# Allons (Lot-et-Garonne)
Pour les articles homonymes, voir Allons.
Allons est une commune du Sud-Ouest de la France, située dans le département de Lot-et-Garonne, en région Nouvelle-Aquitaine.

## Géographie

### Localisation
Située dans les Landes de Lot-et-Garonne sur le ruisseau d'Allons affluent du Ciron, la commune est limitrophe des départements de la Gironde et des Landes.
Elle se trouve à 58 km à l'ouest d'Agen, chef-lieu du département, à 35 km à l'ouest-nord-ouest de Nérac, chef-lieu d'arrondissement et à 7,5 km à l'ouest de Houeillès, ancien chef-lieu de canton.

### Communes limitrophes
Les communes limitrophes sont  Boussès, Giscos, Houeillès, Lartigue, Losse, Lubbon, Maillas, Pindères et Sauméjan.
| Giscos (Gironde) | Lartigue (Gironde) | Pindères, Sauméjan           |
| Maillas (Landes) | Allons             | Houeillès                    |
| Losse (Landes)   | Lubbon (Landes)    | Boussès (par un quadripoint) |

### Climat
Pour des articles plus généraux, voir Climat de la Nouvelle-Aquitaine et Climat de Lot-et-Garonne.
Historiquement, la commune est exposée à un climat océanique aquitain.  
En 2020, Météo-France publie une typologie des climats de la France métropolitaine dans laquelle la commune est dans une zone de transition entre le climat océanique et le climat océanique altéré et est dans la région climatique Aquitaine, Gascogne, caractérisée par une pluviométrie abondante au printemps, modérée en automne, un faible ensoleillement au printemps, un été chaud (19,5 °C), des vents faibles, des brouillards fréquents en automne et en hiver et des orages fréquents en été (15 à 20 jours).
Pour la période 1971-2000, la température annuelle moyenne est de 12,7 °C, avec une amplitude thermique annuelle de 14,7 °C. Le cumul annuel moyen de précipitations est de 900 mm, avec 11,2 jours de précipitations en janvier et 7 jours en juillet. Pour la période 1991-2020, la température moyenne annuelle observée sur la station météorologique la plus proche, située sur la commune de Saint-Martin-Curton à 15 km à vol d'oiseau, est de 13,7 °C et le cumul annuel moyen de précipitations est de 867,2 mm,. Pour l'avenir, les paramètres climatiques de la commune estimés pour 2050 selon différents scénarios d'émission de gaz à effet de serre sont consultables sur un site dédié publié par Météo-France en novembre 2022.

## Urbanisme

### Typologie
Au 1er janvier 2024, Allons est catégorisée commune rurale à habitat très dispersé, selon la nouvelle grille communale de densité à sept niveaux définie par l'Insee en 2022.
Elle est située hors unité urbaine et hors attraction des villes,.

### Occupation des sols

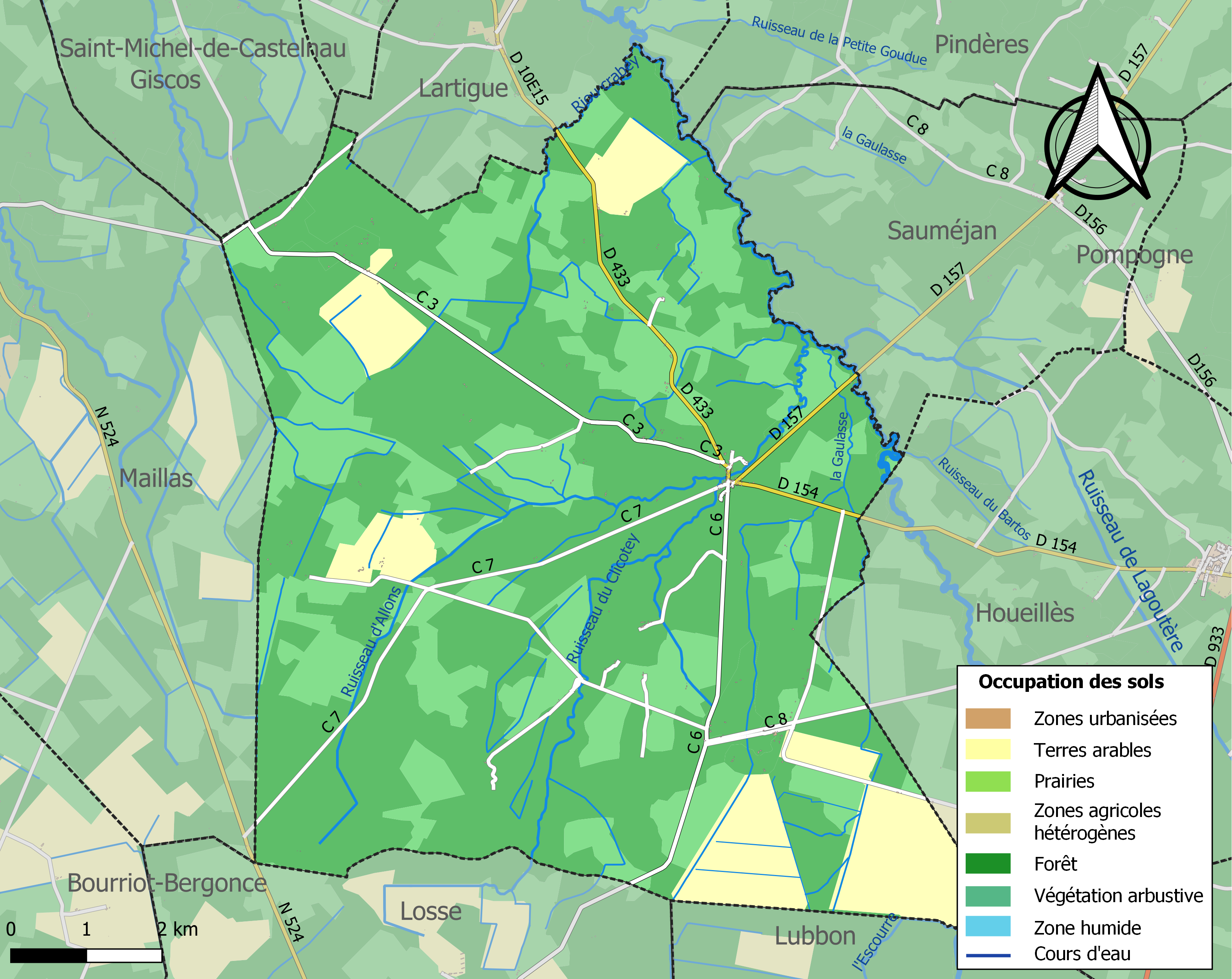
Carte des infrastructures et de l'occupation des sols de la commune en 2018 (CLC).

L'occupation des sols de la commune, telle qu'elle ressort de la base de données européenne d’occupation biophysique des sols Corine Land Cover (CLC), est marquée par l'importance des forêts et milieux semi-naturels (89,4 % en 2018), en augmentation par rapport à 1990 (88,2 %). La répartition détaillée en 2018 est la suivante : 
forêts (61,9 %), milieux à végétation arbustive et/ou herbacée (27,5 %), terres arables (10,6 %). L'évolution de l’occupation des sols de la commune et de ses infrastructures peut être observée sur les différentes représentations cartographiques du territoire : la carte de Cassini (XVIIIe siècle), la carte d'état-major (1820-1866) et les cartes ou photos aériennes de l'IGN pour la période actuelle (1950 à aujourd'hui).

### Voies de communication et transports
- Routes départementales D154, D157 et D433.
- Autoroutes A62, accès no 6 dit d'Aiguillon, à 32 km vers l'est-nord-est et no 5 dit de Marmande, à 33 km vers le nord-nord-est et A65, accès no 2 dit de Captieux, à 19 km vers le nord-ouest.
- Gare d'Aiguillon à 38 km vers l'est-nord-est.

### Risques majeurs
Le territoire de la commune d'Allons est vulnérable à différents aléas naturels : météorologiques (tempête, orage, neige, grand froid, canicule ou sécheresse), feux de forêts, mouvements de terrains et séisme (sismicité très faible). Un site publié par le BRGM permet d'évaluer simplement et rapidement les risques d'un bien localisé soit par son adresse soit par le numéro de sa parcelle.
Allons est exposée au risque de feu de forêt. Depuis le 20 avril 2016, les départements de la Gironde, des Landes et de Lot-et-Garonne disposent d’un règlement interdépartemental de protection de la forêt contre les incendies. Ce règlement vise à mieux prévenir les incendies de forêt, à faciliter les interventions des services et à limiter les conséquences, que ce soit par le débroussaillement, la limitation de l’apport du feu ou la réglementation des activités en forêt. Il définit en particulier cinq niveaux de vigilance croissants auxquels sont associés différentes mesures,.
Les mouvements de terrains susceptibles de se produire sur la commune sont des tassements différentiels.

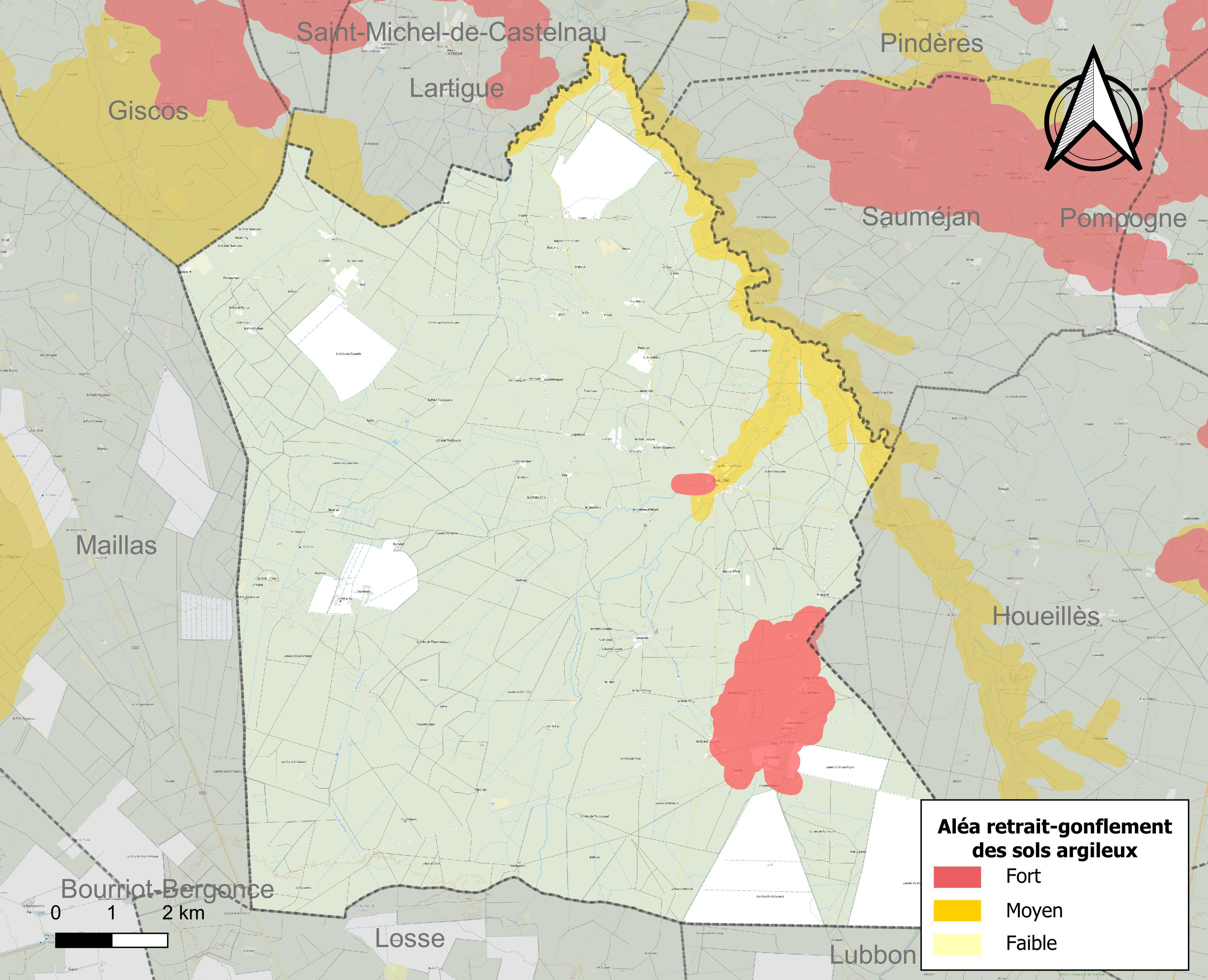
Carte des zones d'aléa retrait-gonflement des sols argileux d'Allons.

Le retrait-gonflement des sols argileux est susceptible d'engendrer des dommages importants aux bâtiments en cas d’alternance de périodes de sécheresse et de pluie. 7,5 % de la superficie communale est en aléa moyen ou fort (91,8 % au niveau départemental et 48,5 % au niveau national). Depuis le 1er octobre 2020, en application de la loi ELAN, différentes contraintes s'imposent aux vendeurs, maîtres d'ouvrages ou constructeurs de biens situés dans une zone classée en aléa moyen ou fort,.
La commune a été reconnue en état de catastrophe naturelle au titre des dommages causés par les inondations et coulées de boue survenues en 1982, 1999 et 2009, par la sécheresse en 2003 et par des mouvements de terrain en 1999.

## Toponymie
La commune tiendrait son nom de sa situation sur l'emplacement d'un ancien village gallo-romain nommé Aluntium, selon le site Visites en Aquitaine. Cette référence, éventuellement convenable pour Allons (Alpes-de-Haute-Provence), semble tirée du Dauzat et Rostaing, qui ne fournissait aucune date, mais suggérait seulement l'exemple d'une localité de Sicile qui portait ce nom. De toute façon, l'étymologie proposée va à l'encontre de toutes les attestations médiévales : Alon (XIIIe siècle), Alanum, Alonum (1276, en latin), Alan (1276), Alon (1317), Lan (1326), Lon (1328); même à notre époque, la prononciation gasconne reste imperturbablement [a'luŋ]; la sifflante finale d'un supposé *Alonç (< Aluntium) n'aurait pas manqué d'être prononcée en occitan, surtout au XIIIe siècle.
L'origine, pour Bénédicte Boyrie-Fénié, est peut-être un nom de personne d'origine germanique Alon ou le cognomen Alonus. Les formes Lan et Lon s'expliquent par confusion de la première syllabe avec une préposition.
Bénédicte Boyrie-Fénié ne s'interroge pas sur la raison de l's finale en français. Il se trouve que le village n'est pas éloigné du Bazadais girondin qui connaît de nombreux cas de noms de paroisses mis au pluriel, ce qui correspond à des collectifs (l'ensemble des habitants). Souvent le nom du village se confond ensuite avec celui des habitants, mais il peut arriver que ça ne se produise pas ou que le phénomène soit réversible.
En gascon, le nom de la commune est logiquement Alon (phonetiquement: Aloun)
La plupart des lieux-dits d'Allons sont explicables par le gascon, par exemple Bouchoc, Hourticon, Benquet, Capchicot, Pouchiou, l’Aygue Clare, Herran, Pélebusoc, le Hourquey, etc.

## Histoire
- Située sur le passage d'une voie romaine.
- Rendez-vous de chasse d'Henri IV.
- Un drame sanglant se déroula au XVIIe siècle au château d'Allons, entre trois familles seigneuriales.[Quoi ?]
- En 1646, la lutte acharnée de deux familles seigneuriales pour la concession d'un titre de sépulture et de banc (privilège attribuant à perpétuité un banc de l'église à une famille) va jusqu'à la perpétration d'un quadruple assassinat dans l'église et le cimetière[27] à l'encontre du seigneur de Capchicot, son fils et leurs valets[28].
- En 1827, la commune absorbe celle voisine de Luban ou Lubans[29] peuplée de 134 habitants au recensement de 1821[30] ; aujourd'hui écart situé au nord-ouest du territoire communal en limite du département voisin de la Gironde.

Le 8 février 1944, seize résistants armés de mortiers, de grenades et mitraillettes, réfugiés dans une ferme, sont attaqués par des forces de gendarmerie, police et GMR. Après un combat sanglant six résistants sont arrêtés dont un grièvement blessé tandis que les forces vichystes perdent un mort et deux blessé.

## Politique et administration
| Période                                  | Période   | Identité           | Étiquette | Qualité      |
| ---------------------------------------- | --------- | ------------------ | --------- | ------------ |
| 1953                                     | 1966      | Adrien Caule       |           |              |
| 1966                                     | 1981      | Jean-François Pons |           |              |
| 1981                                     | 1995      | Jacques Pons       |           |              |
| 1995                                     | 2001      | Patrice Astre      |           | Pisciculteur |
| mars 2001                                | mars 2014 | Olivier de la Fage |           | Agriculteur  |
| mars 2014                                | mai 2020  | Pascal Cucchi      |           |              |
| mai 2020                                 | En cours  | Jean-Marie Pons    |           |              |
| Les données manquantes sont à compléter. |           |                    |           |              |

## Démographie
Les habitants sont appelés les Allonais.
| 1793 | 1800 | 1806 | 1821 | 1831 | 1836 | 1841 | 1846 | 1851 |
| ---- | ---- | ---- | ---- | ---- | ---- | ---- | ---- | ---- |
| 725  | 613  | 600  | 812  | 911  | 797  | 757  | 948  | 919  |

| 1856 | 1861 | 1866 | 1872 | 1876 | 1881 | 1886 | 1891 | 1896 |
| ---- | ---- | ---- | ---- | ---- | ---- | ---- | ---- | ---- |
| 892  | 817  | 833  | 847  | 826  | 842  | 858  | 886  | 883  |

| 1901 | 1906 | 1911 | 1921 | 1926 | 1931 | 1936 | 1946 | 1954 |
| ---- | ---- | ---- | ---- | ---- | ---- | ---- | ---- | ---- |
| 865  | 867  | 832  | 767  | 668  | 631  | 558  | 428  | 357  |

| 1962 | 1968 | 1975 | 1982 | 1990 | 1999 | 2006 | 2011 | 2016 |
| ---- | ---- | ---- | ---- | ---- | ---- | ---- | ---- | ---- |
| 304  | 247  | 185  | 152  | 152  | 172  | 174  | 177  | 164  |

| 2021 | 2022 | - | - | - | - | - | - | - |
| ---- | ---- | - | - | - | - | - | - | - |
| 166  | 167  | - | - | - | - | - | - | - |

## Économie
- Production d'asperges et de maïs, pisciculture, exploitation forestière, artisanat.

## Culture locale et patrimoine

### Lieux et monuments
- La maison forte de Capchicot, dite aussi château de Capchicot, située à environ 3 km au sud-est du bourg, a été inscrite au titre des monuments historiques en 1998[36] ; une légende locale court sur le charbonnier de Capchicot exempté de droits d'entrée de ville par Henri de Navarre qu'il abrita et nourrit alors qu'il s'était égaré lors d’une partie de chasse[28].
- Le logis de la maison noble de Luxurguey[37], à environ 6 km au sud-ouest du bourg est inscrite au titre des monuments historiques depuis 1993[38].
- L'église Saint-Clair de Gouts, écart au nord du territoire communal, a été construite au XIIIe siècle et revêt un aspect de fortification défensive[39] ; elle a été classée au titre des monuments historiques en 1995[40].
- L'église Saint-Christophe, dans le bourg, a été reconstruite au XVIIe siècle sur les ruines d'une église détruite en 1568 par les troupes protestantes[27].
- L'église Notre-Dame-de-Lubans, écart au nord-ouest du territoire communal, date du début du XIVe siècle et se présente comme une construction « rurale » et d’architecture sobre[41].
- Maison forte de Tourneuve[42].
- La Gare de Tourneuve-Allons
- Forêt des Landes.

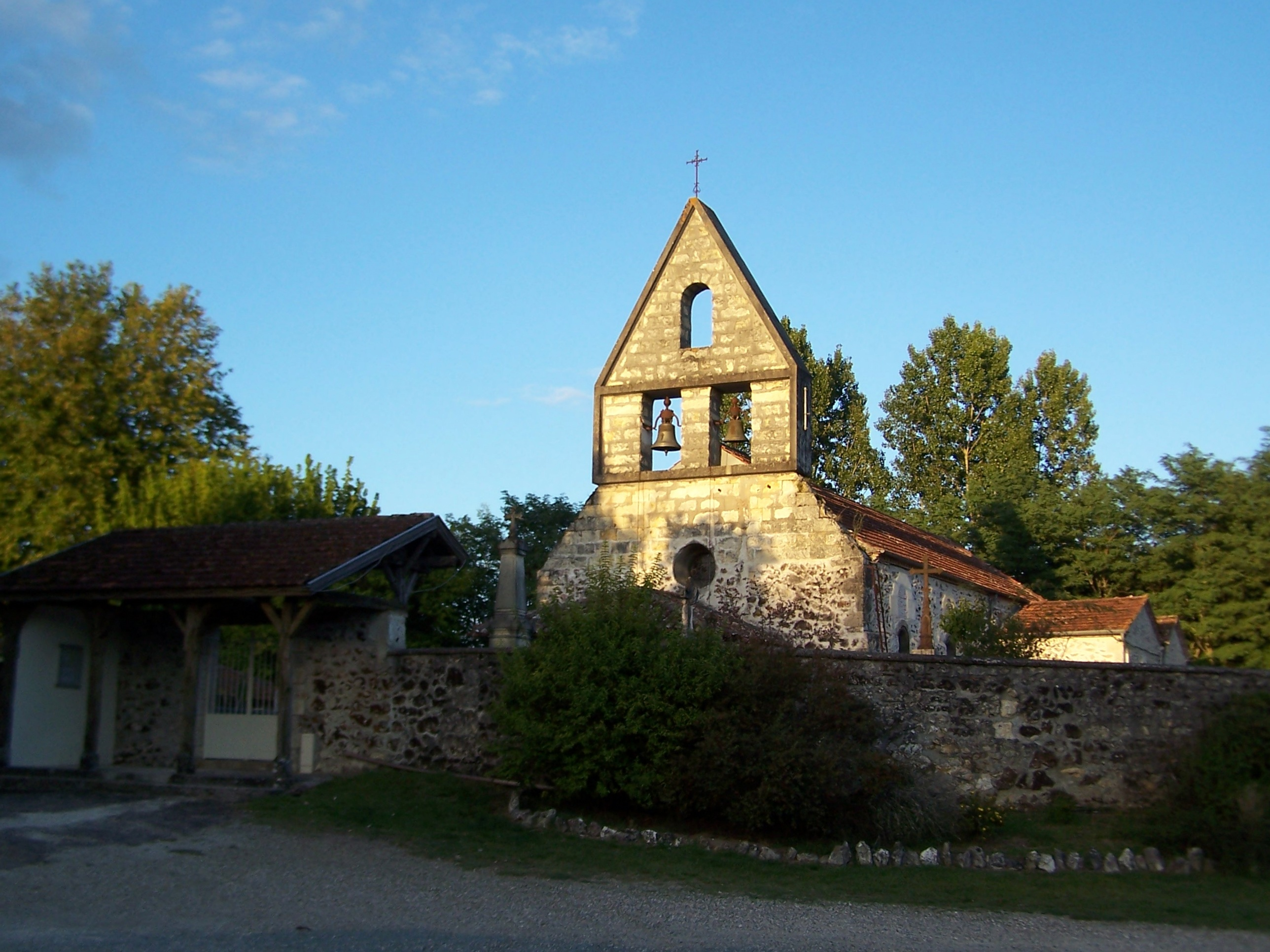
L'église Saint-Christophe, vue sud-ouest (août 2014).
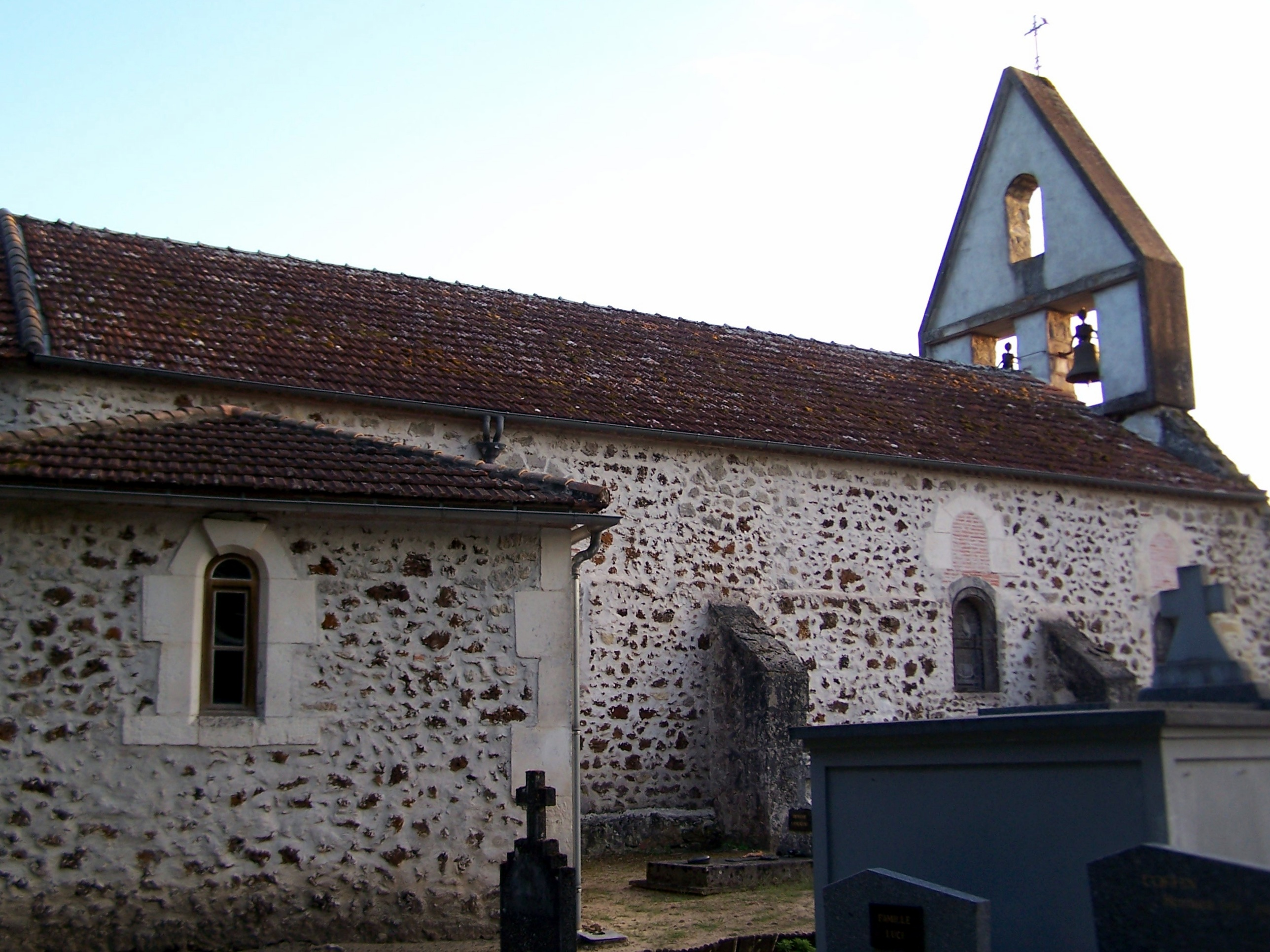
L'église Saint-Christophe, vue nord-ouest (août 2014).
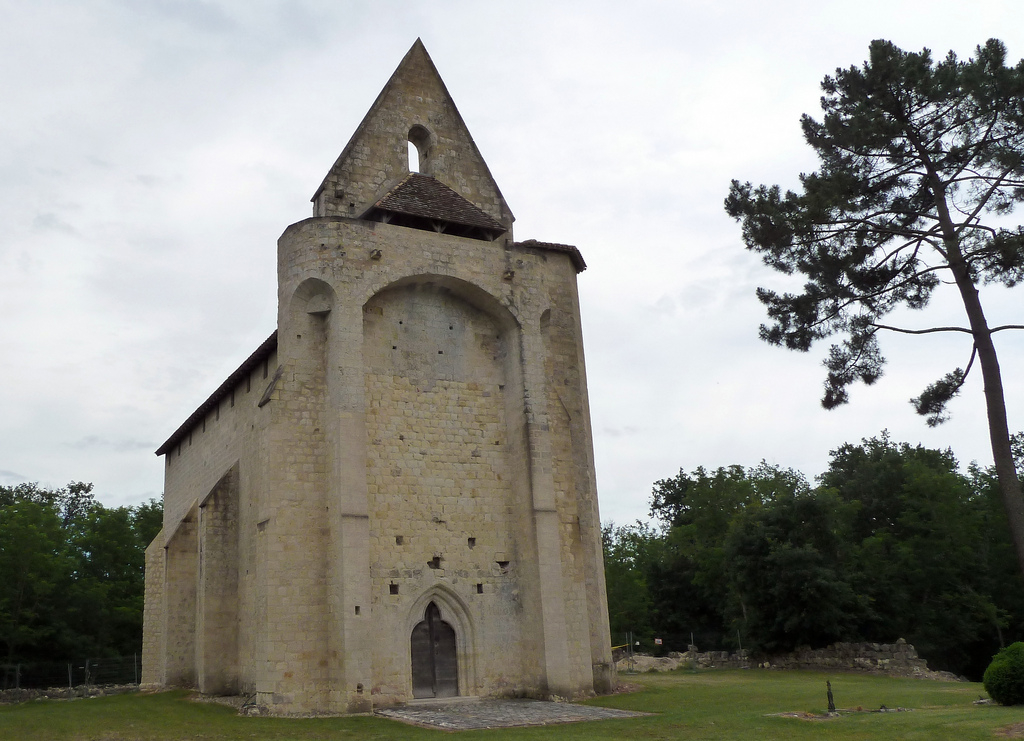
L'église Saint-Clair de Gouts (juil. 2012).
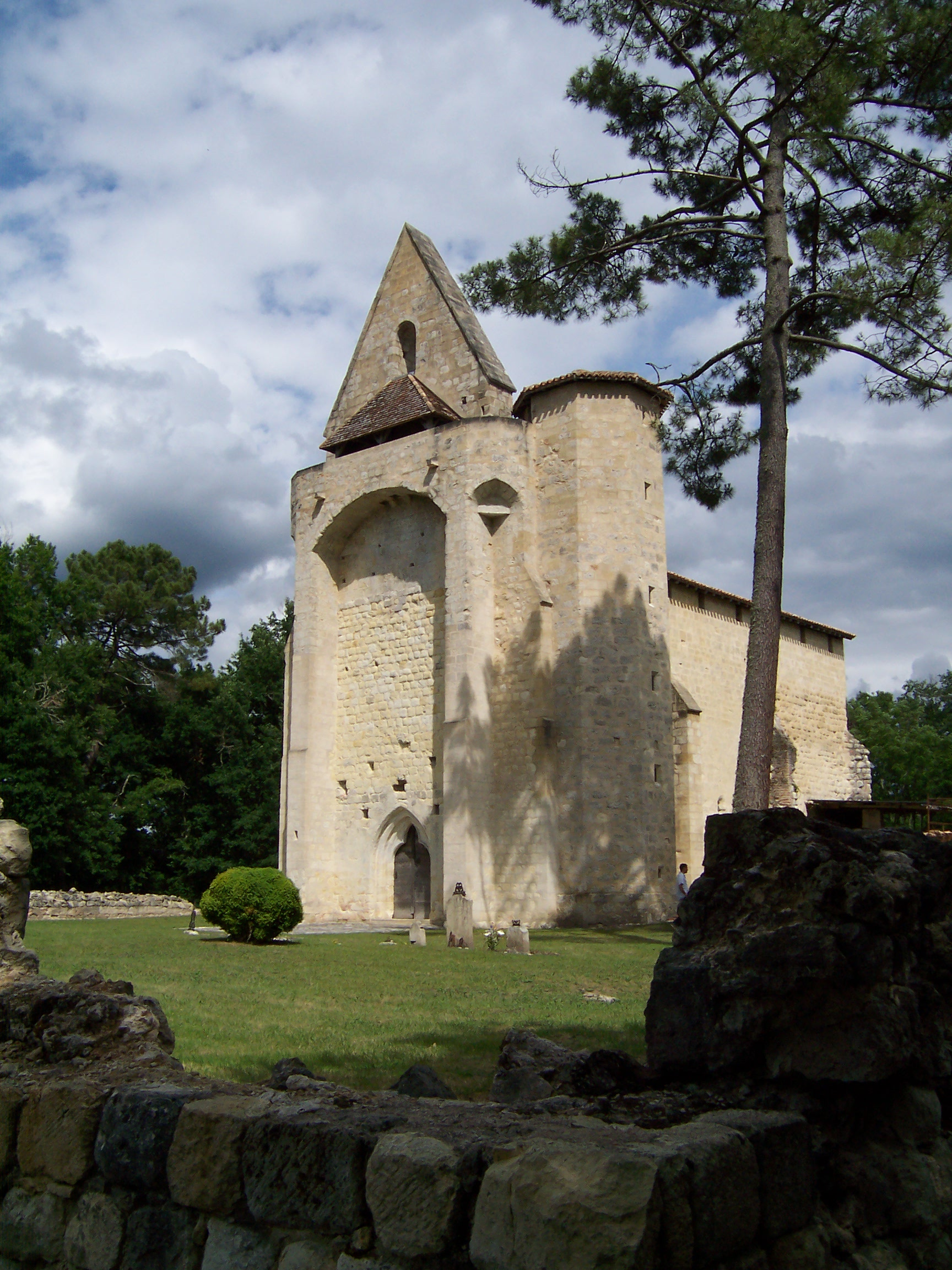
L'église Saint-Clair, vue sud-ouest (juin 2011).
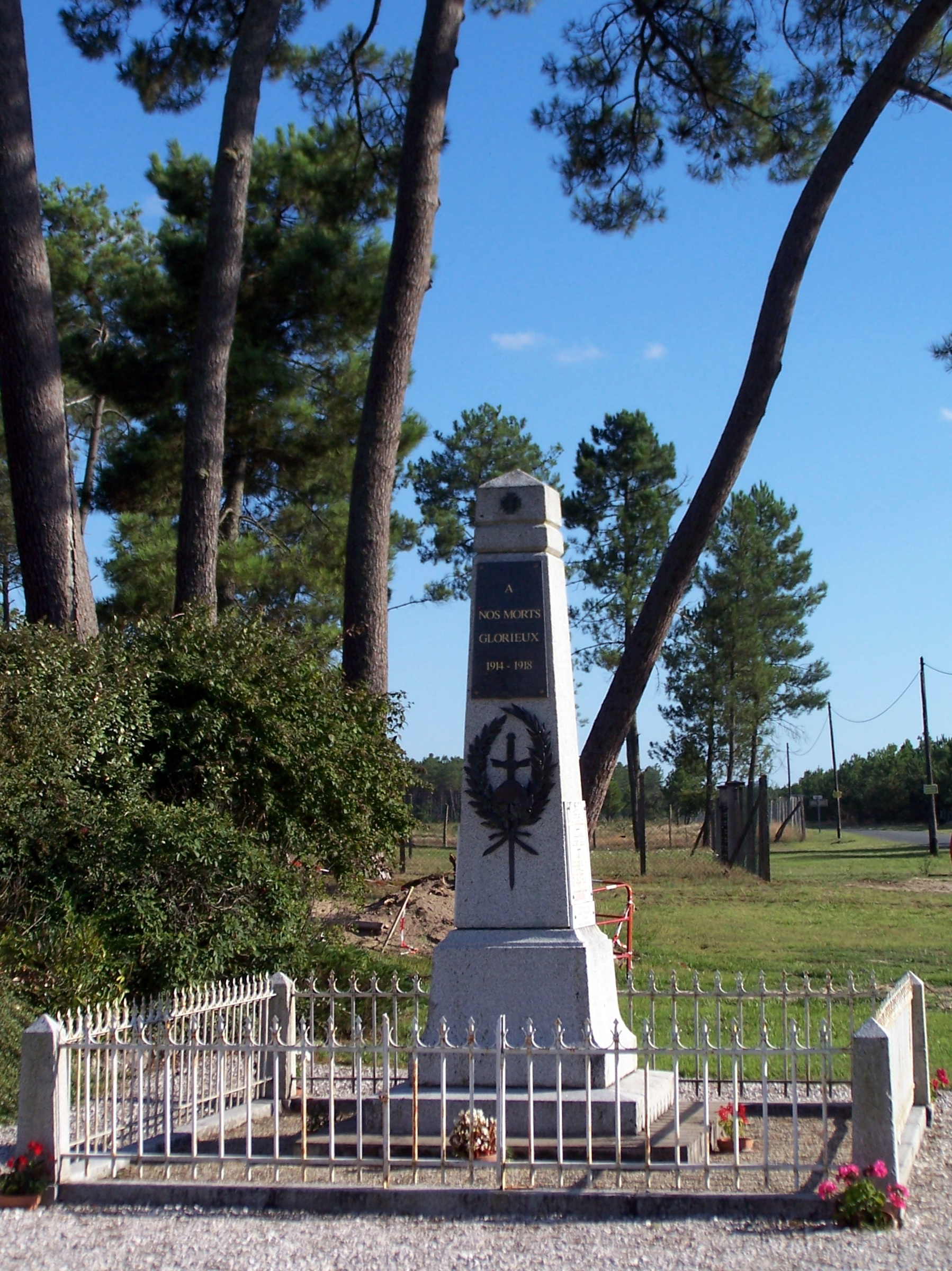
Le monument aux morts au carrefour du centre bourg (août 2014).